# Cyclocephala coriacea
Cyclocephala coriacea är en skalbaggsart som beskrevs av Roger Paul Dechambre 1992. Cyclocephala coriacea ingår i släktet Cyclocephala och familjen Dynastidae. Inga underarter finns listade i Catalogue of Life.